# مؤسسه پژوهشی اسکریپس

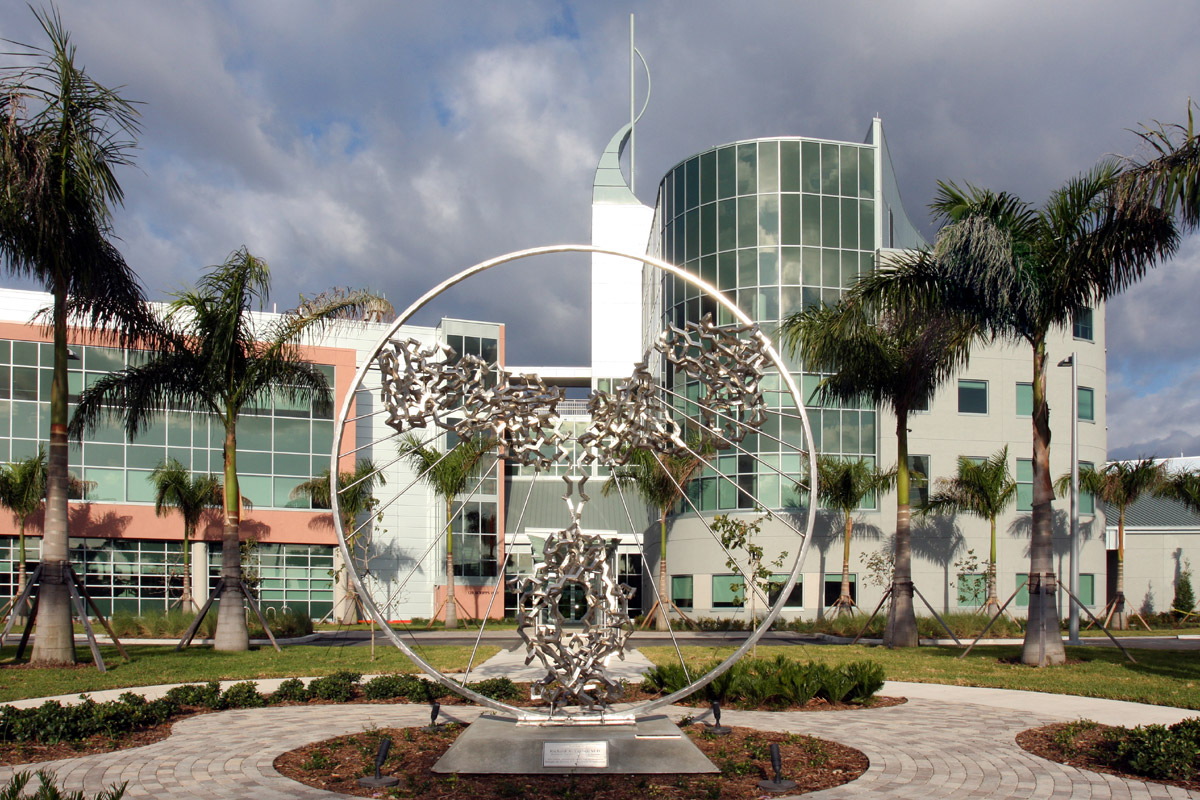

مؤسسۀ پژوهشی اسکریپس (به انگلیسی: Scripps Research Institute) یک مؤسسه تحقیقاتی خصوصی و بسیار معتبر آمریکایی در زمینه زیست‌پزشکی است. این مؤسسه در سال ۱۹۲۴ در شهر لا هویا ایالت کالیفرنیا تأسیس گردید و در فلوریدا نیز یک شعبه دارد. مؤسسه تحقیقات اسکریپس نزدیک به ۱۰۰۰ ثبت اختراع، ۹ داروی درمانی تأییدشده توسط FDA، و بیش از ۵۰ شرکت اسپین-آف تولید کرده است. براساس شاخص نشریه نیچر در سال ۲۰۱۷، موسسه تحقیقات اسکریپس مؤثرترین مؤسسه تحقیقاتی جهان بالاتر از دانشگاه راکفلر و مؤسسه فناوری ماساچوست بوده‌است. برنامه‌های تحصیلات عالی مؤسسه پژوهشی اسکریپس در علوم زیستی در رتبه ۱۰ کشور، رتبه ۵ برای شیمی ارگانیک، و ۲ برای بیوشیمی قرار دارند.
کورت ووتریش و کارل شارپلس دو برنده جایزه نوبل از استادان موسسه تحقیقاتی اسکریپس هستند.
داروهای درمانی تأییدشده توسط FDA که در مؤسسه پژوهشی اسکریپس ساخته شده‌اند:
- آدالیمومب برای آرتریت روماتوئید و سایر بیماری‌های التهابی
- بلیموماب برای لوپوس
- کلادریبین برای درمان لوسمی سلول مویی
- خالص‌سازی فاکتور هشت برای هموفیلی
- تافامیدیس برای آمیلوئیدوز خانوادگی ترانس‌تیرتین
- لوسیناکتانت برای سندرم زجر تنفسی نوزادان
- راموسیروماب برای سرطان معدی و سرطان ریه سلول‌های غیرکوچک
- تدینوتوکسیماب برای درمان نوروبلاستومای کودکان